# Claude Davis
Claude Davis (* 6. März 1979 in Kingston) ist ein jamaikanischer Fußballspieler, der für Crystal Palace in der Football League Championship spielt.

## Laufbahn
Davis wurde 2003 von Portmore United an Preston North End ausgeliehen, ehe ihm der Verein im März 2004 ein Vertrag für eine endgültige Anstellung vorlegte. Während der Saison 2004/05 konnte der Innenverteidiger sich einen Stammplatz in der Abwehr erspielen. Im folgenden Jahr spielte er eine überragende Spielzeit und wurde sowohl von den Anhängern seines Vereins als auch seinen Mitspielern zum Spieler des Jahres gewählt. Nach Ende der Saison gab er seinen Wechsel zu Sheffield United bekannt, der in die FA Premier League aufgestiegen waren. Sheffield bezahlte 2,5 Millionen £ für Davis. Wegen einer Knieverletzung konnte er zu Saisonbeginn nicht spielen und kam erst am 23. September 2006 zu seinem Erstligadebüt bei der 0:3-Niederlage beim FC Arsenal. Am Saisonende stieg er mit Sheffield als Tabellenachtzehnter aus der Premier League ab. Zur Saison 2007/08 wechselte er für 3 Millionen Pfund zu Derby County.
Seit 2009 spielt Claude Davis für Crystal Palace in der Football League Championship.